# Horst Gerlach
Horst Bruno Gerlach (ur. 16 sierpnia 1919 w Giżycku, wówczas Lötzen, zm. 16 grudnia 1990 w Leer) – niemiecki polityk i samorządowiec, parlamentarzysta krajowy i europejski.

## Życiorys
Po ukończeniu gimnazjum pracował w przedsiębiorstwie rodzinnym, następnie odbył służbę w Reichsarbeitsdienst, a od 1939 do 1945 walczył w ramach Kriegsmarine na froncie II wojny światowej. Po wojnie podjął zatrudnienie w urzędach pracy, zdał państwowy egzamin II stopnia w tym zawodzie. Był kierownikiem oddziałów urzędów pracy w Wittmund (1947–1949) i Aurich (1949–1953), a następnie kierownikiem komórki ds. pośrednictwa pracy w Leer. W latach 1976–1979 kierował Stowarzyszeniem Europejskich Regionów Granicznych, a od 1980 do 1983 pełnił funkcję attaché społecznego w niemieckiej ambasadzie w Rzymie.
W 1947 wstąpił do Socjaldemokratycznej Partii Niemiec. Od 1947 członek rady miejskiej Wittmund, a od 1956 do 1961 – rady Leer. W latach 1961–1976 zasiadał w legislatywie powiatu Leer i jednocześnie w Bundestagu. Ponadto od 1966 do 1976 był oddelegowany do Parlamentu Europejskiego.

## Odznaczenia
Odznaczony Krzyżem Wielkim I Klasy Orderem Zasługi Republiki Federalnej Niemiec.